# گرینوود (نبراسکا)
گرینوود(به انگلیسی: Greenwood) شهری در ایالت نبراسکا کشور ایالات متحده آمریکا است که جمعیت آن در سرشماری سال ۲۰۱۰ میلادی، ۵۶۸ نفر بوده‌است.